# Dagua (kommun)
Dagua är en kommun i Colombia.   Den ligger i departementet Valle del Cauca, i den västra delen av landet, 300 km väster om huvudstaden Bogotá. Antalet invånare är 35 270.